# Liste des évêques de Tivoli
Cette liste recense les évêques qui se sont succédé sur le siège du diocèse de Tivoli. En 2017, Mgr Parmeggiani, évêque de Tivoli, est nommé administrateur apostolique du diocèse suburbicaire de Palestrina puis nommé en 2019 évêque de Tivoli et Palestrina, unissant les deux sièges in persona episcopi.

## Liste des évêques du diocèse de Tivoli
- Paolo (mentionné en 366)

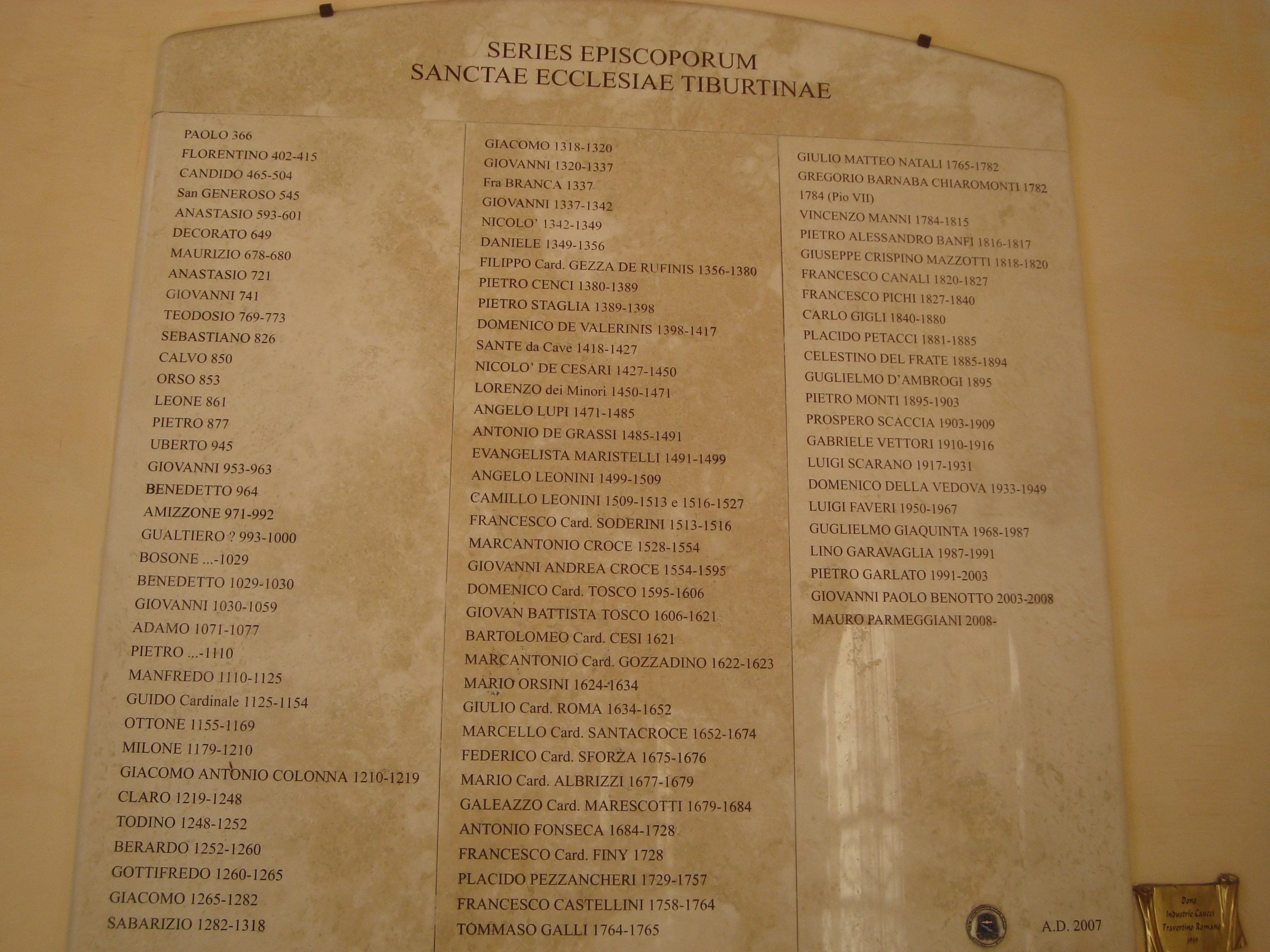
Plaque recensant la liste des évêques du diocèse de Tivoli dans la cathédrale San Lorenzo de Tivoli.

- Fiorentino (documenté à l'époque d'Innocent Ier)
- Candido (465-502)
- Anonyme (mentionné en 545)
- Anastasio Ier (mentionné en 595)
- Decorato (mentionné en 649)
- Maurizio (679-680)
- Anastasio II (mentionné en 721)
- Giovanni Ier (743-761)
- Teodosio (769-773)
- Sebastiano (mentionné en 826)
- Calvo (époque incertaine, avant 858)
- Orso (mentionné en 853)
- Leone (mentionné en 861)
- Pietro (mentionné en 877)
- Uberto (mentionné en 945)
- Giovanni II (avant 953- après 963)
- Benedetto Ier (mentionné en 964)
- Amizzone (avant 971- après 992)
- Gualtiero (mentionné en 993)
- Bosone (avant 1014)
- Benedetto II (avant 1029- vers 1030)
- Giovanni III (1030-1059)
- Adamo (mentionné en 1071)
- Pietro II (mentionné en 1110)
- Manfredo (1110-1119)
- Guido (1125-1139)
- Ottone (1148-1157)
- Milone (1179-1187)
- Giacomo Antonio Colonna (1210-1219)
- Claro (1219- ?)
- Todino (1248-1252)
- Berardo (1252-1256)
- Gottifredo (?-1265), nommé évêque de Rieti
- Giacomo (1265-1280)
- Sabarizio (1282-1318)
- Giacomo II, O.F.M (1318-1320)
- Giovanni IV, O.F.M (1320-1337)
  - Branca, O.P (1337-1337), évêque élu
- Giovanni V, O.P (1337-1342)
- Nicolò Ier (1342-1349)
- Daniele, O.E.S.A (1349-1367)
- Filippo Ruffini, O.P (1367-1380)
- Pietro Cenci (1380-1388)
  - Nicola di Tagliacozzo (1384- ?), antiévêque
- Pietro Staglia (1389-1398)
- Domenico de Valerinis (1398-1417)
- Sante da Cave (1418-1427)
- Nicolò de Cesari (1427-1450)
- Lorenzo, O.F.M (1450-1471)
- Angelo Lupi (1471-1485)
- Antonio de Grassi (1485-1491)
- Evangelista Maristelli (1491-1499)
- Angelo Leonini (1499-1509), nommé archevêque de Sassari
- Camillo Leonini (1509-1513)
- Francesco Soderini (1513-1516), nommé évêque de Palestrina
- Camillo Leonini (1518-1527), pour la seconde fois
- Marcantonio Croce (1528-1554)
- Giovanni Andrea Croce (1554-1595)
- Domenico Toschi (1595-1606)
- Giovanni Battista Toschi (1606-1621), nommé évêque de Rieti
- Bartolomeo Cesi (1621-1621)
- Marco Antonio Gozzadini (1621-1623), nommé évêque de Faenza
- Mario Orsini (1624-1634)
- Giulio Roma (1634-1652)
- Marcello Santacroce (1652-1674)
- Federico Sforza (1675-1676)
- Mario Alberizzi (1676-1679)
- Galeazzo Marescotti (1679-1685)
- Antonio Fonseca (1690-1728)
- Placido Pezzancheri (1728-1757)
- Francesco Castellini (1758-1763), nommé évêque de Rimini
- Tommaso Galli (1764-1765)
- Giulio Matteo Natali (1765-1782)
- Barnaba Chiaramonti, O.S.B (1782-1785), nommé évêque d'Imola puis élu pape sous le nom de Pie VII
- Vincenzo Manni (1785-1815)
- Giovanni Battista Banf (1816-1817)
- Giuseppe Crispino Mazzotti (1818-1820), nommé évêque de Cervia
- Francesco Canali (1820-1827)
- Francesco Pichi (1827-1840)
- Carlo Gigli (1840-1880), nommé archevêque titulaire de Claudiopolis-en-Honoriade (de)
- Placido Petacci (1880-1885)
- Celestino del Frate (1885-1894), nommé archevêque de Camerino
- Guglielmo Maria D'Ambrogi (1895-1895)
- Pietro Monti (1895-1902)
- Prospero Scaccia (1903-1909), nommé archevêque de Sienne
- Gabriele Vettori (1910-1915), nommé évêque de Pistoia et Prato
- Luigi Scarano (1917-1931)
- Domenico Della Vedova (1933-1950)
- Luigi Faveri (1950-1967)
  - Siège vacant (1968-1974)
- Guglielmo Giaquinta (1974-1987)
- Lino Esterino Garavaglia (1987-1991), nommé évêque de Cesena-Sarsina
- Pietro Garlato (1991-2003)
- Giovanni Paolo Benotto (2003-2008), nommé archevêque de Pise
- Mauro Parmeggiani (it) (2008-  )